# Литвин, Феликс Абрамович
Фе́ликс Абра́мович Литви́н (20 апреля 1927, Крюково, Украинская ССР — 26 января 2017, Орёл, Российская Федерация) — советский и российский лингвист, заведующий кафедрой английской филологии факультета иностранных языков Орловского государственного университета (1982—2012), заслуженный деятель науки Российской Федерации (1993), почётный работник высшего профессионального образования Российской Федерации.

## Биография
В 1950 г. окончил филологический факультет МГУ имени М. В. Ломоносова. Преподавал в Горьковском государственном институте иностранных языков, два года проработал в Воронежском педагогическом институте, с 1953 до 1958 г. преподавал в Тульском педагогическом институте, а с 1958 по 2017 г. — Орловский педагогический институт (впоследствии — Орловский государственный университет имени И. С. Тургенева) (ОГУ).
В 1962 г. в МГПИИЯ имени М. Тореза под научным руководством известного англиста А. В. Кунина защитил кандидатскую диссертацию «Артикль в переменных и устойчивых сочетаниях английского языка». В 1978 г. на филологическом факультете МГУ имени М. В. Ломоносова защищает докторскую диссертацию «Языковая и речевая многозначность слова». Профессор (1981).
С 1981 по 2012 г. являлся заведующим кафедрой английского языка, позже — кафедрой английской филологии факультета иностранных языков Орловского государственного университета.
В 1982 г. он прошел стажировку в Кембридже. Параллельно с работой в ОГУ, читал лекции для студентов Тульского и Рязанского государственных университетов в качестве приглашенного преподавателя.
Под его научным руководством было защищено 50 кандидатских и докторских диссертаций. Являлся автором более 100 публикаций и монографии «Многозначность слова в языке и речи».
Основные научные труды в области соотношения языка и речи, семантики и прагматики языковых единиц, языковых универсалий, фоновых знаний, проблем интертекстуальности, теории перевода, сопоставительных и контрастивных исследований языков.

## Награды и звания
Заслуженный деятель науки Российской Федерации (1993).